# John Stout
John Maxwell Stout (Handley, Texas, 6 de Dezembro de 1922 - Katy, Texas, 8 de Dezembro de 2016) foi um engenheiro, cientista e capelão estadunidense. Seu expressivo índice de conhecimento sobre a Física e a Química foi capaz de prever, ainda na década de 1940, a viagem do homem à Lua. Por conta disso, foi agraciado com a medalha Apollo Achievement Award por seu trabalho durante as fases do programa Apollo, que levou o homem à lua.
Stout viveu durante muito tempo na cidade de Lavras, onde atuou como docente no Instituto Presbiteriano Gammon e na Escola Superior de Agricultura de Lavras (Esal). Foi nesta cidade que no dia 9 de outubro de 1957 ele fotografou, com uma máquina fotográfica criada por ele especialmente para tirar fotos de objetos colocados em círculo, a passagem do Satélite "Sputnik I", da União das Repúblicas Socialista Soviéticas; foi a primeira fotografia do satélite Soviético feita no mundo. O satélite artificial passou sobre Lavras a uma altura de 901 quilômetros e uma velocidade de 8 quilômetros por segundo. Após cálculos extremamente complexos, onde descobriu a hora exata que o satélite seria visto em Lavras, Stout registrou a mais nova invenção russa em órbita. Ex-alunos que testemunharam o evento disseram que o cientista isolou a área para que tivesse condições de total concentração na busca pela imagem do satélite. Até mesmo o som do Sputnik foi captado naquela noite que marcaria a carreira desse desbravador espacial. Este feito repercutiu em todo o mundo, e durante muito tempo ele foi convidado a fazer palestras e conferências sobre o assunto. A ligação de Stout com a cidade de Lavras renderia também uma placa de bronze, que ele doou para o Museu Bi Moreira. Esta placa de bronze foi confeccionado pela NASA e distribuída às autoridades americanas e algumas internacionais, em comemoração ao sucesso dos projetos Apollo.
Após alguns anos de dedicação à docência, Stout foi convidado a integrar o time de profissionais da recém-criada NASA. Lá também atuou como capelão, sendo o idealizador da Bíblia Lunar.